# Ptolemaida
Ptolemaïda (Grieks: Πτολεμαΐδα, Katharevousa: Πτολεμαΐς, Ptolemaïs) is een deelgemeente (dimotiki enotita) van de fusiegemeente (dimos) Eordaia, in de Griekse bestuurlijke regio (periferia) West-Macedonië.
Ptolemaïda is een van de belangrijkste industriële centra van Griekenland. De stad dankt zijn naam aan Ptolemeos Lagos, de eerste generaal van Alexander de Grote. Op verschillende locaties in de stad zijn graven met oud aardewerk uit de Hellenistische tijd en marmeren bas-reliëfs gevonden.

## Geboren
- Anestis Anastasiadis (21 januari 1983), voetballer
- Pantelis Kapetanos (8 juni 1983), voetballer